# Graurücken-Wieselmaki
Der Graurücken-Wieselmaki (Lepilemur dorsalis) ist eine auf Madagaskar lebende Primatenart aus der Gruppe der Wieselmakis innerhalb der Lemuren.

## Merkmale
Graurücken-Wieselmakis zählen mit einer Kopfrumpflänge von 21 bis 24 Zentimetern, einer Schwanzlänge von rund 28 Zentimetern und einem Gewicht von rund 0,7 Kilogramm zu den kleineren Vertretern der Wieselmakis. Ihr Fell ist an der Oberseite graubraun gefärbt, am Rücken verläuft ein auffälliger, dunkelbrauner Aalstrich. Der Bauch und die Kehle sind hellgrau. Der rundliche Kopf ist grau gefärbt, die Augen sind groß und das Gesicht relativ dunkel.

## Verbreitung und Lebensraum

Verbreitungsgebiet (rot)

Graurücken-Wieselmakis kommen nur in der Region des Flusses Sambirano im nordwestlichen Madagaskar vor. Seit der Entdeckung neuer Wieselmaki-Arten im Nordwesten Madagaskars ist ihr genaues Verbreitungsgebiet unklar. Ihr Lebensraum sind feuchte Wälder.

## Lebensweise
Wie alle Wieselmakis sind sie nachtaktive Baumbewohner. Sie verbringen den Tag in Baumhöhlen oder im dichten Pflanzendickicht und begeben sich in der Dämmerung auf Nahrungssuche. Ihre Nahrung setzt sich aus Blättern, Früchten, Blüten und gelegentlich Baumrinde zusammen.

## Systematik
Der Graurücken-Wieselmaki wurde 1870 durch den britischen Zoologen John Edward Gray erstmals wissenschaftlich beschrieben. Der 1894 durch Charles Immanuel Forsyth Major beschriebene Lepidolemur grandidieri gilt als Synonym von Lepilemur dorsalis, ebenso wie der Mittermeier-Wieselmaki (Lepilemur mittermeieri), der erst 2006 beschrieben wurde. Lepilemur mittermeieri und Lepilemur dorsalis sind genetisch nicht zu unterscheiden.

## Gefährdung
Aufgrund der Ungenauigkeiten über das Verbreitungsgebiet lassen sich keine Angaben über den Gefährdungsgrad des Graurücken-Wieselmakis machen. Seine Hauptbedrohung stellt wohl die Zerstörung ihres Lebensraums, in geringerem Ausmaß kommt auch die Jagd hinzu. Die IUCN listet die Art unter „zu wenig Daten vorhanden“ (data deficient).